# Оса (зброя)
«Оса» — безствольний пістолет, багатофункціональний комплекс цивільної зброї нелетальної дії, призначений для активної самооборони, подачі сигналів та освітлення місцевості.
Перший демонстраційний зразок був представлений на міжнародній виставці зброї в Москві (24—29 червня 1996 року). При розробці інженери відмовилися від багатьох традиційних рішень, внаслідок чого вийшла унікальна зброя. Остаточний варіант був розроблений в 1999 році Науково-дослідномим інститутом прикладної хімії (НИИПХ), на сьогодні підприємством «Новые оружейные технологии».

## Конструкція
«Оса» не має ні затвора, ні ударника. Конструктор замінив традиційну механіку електрозапалом. Живлення електрозапалу у «Оси» здійснюється від літій-іонної батареї, розташованої в руків'ї. Безствольний травматичний пістолет «Оса» є зброєю з блоком із чотирьох патронників. Корпус пістолета виконаний зі сплаву на основі алюмінію і складається, власне, з корпусу з руків'ям і патронної касети, що відкидається для перезаряджання. Роль стволів виконують товстостінні та відносно довгі алюмінієві гільзи. Блок патронників (патронна касета) з'єднується з рамою шарнірного вузла в нижній тильній частині блоку. Заряджання здійснюється по одному патрону. Перезаряджання блоку патронників виконується відкиданням його вниз, на кшталт двоствольної мисливської рушниці. Гільзи частково виходять з патронників за допомогою підпружиненого викидувача. Далі гільзи по одній витягуються стрільцем вручну. Безствольний травматичний пістолет «Оса» оснащений найпростішим відкритим прицілом із каналом у блоці патронників та мушкою всередині цього каналу, пофарбованої у білий колір. Пізні модифікації оснащені лазерним цілевказівником з живленням від літієвої батареї CR-123A. Модель ПБ-4-1 має систему запалення капсуля з живленням від батарейки, решта версій оснащені магнітно-імпульсним генератором (МІГ), що не потребує окремого джерела живлення, батареї відведена роль джерела для лазерного цілевказівника.

## Варіанти та модифікації
- ПБ-2 «Эгида» — двозарядний варіант під патрон 18×45 мм[ru], випуск розпочато у 2006 році.
- ПБ-4 «ОСА» — чотиризарядна модель під патрон 18×45 мм, випуск розпочато 1999 року (знято з виробництва).
- ПБ-4М — чотиризарядна модель під патрон 18×45 мм, випуск розпочато восени 2002 року (знято з виробництва)[3].
- ПБ-4В (індекс ГРАУ — 6П56) — чотиризарядна модель під патрон 18,5×60 мм, армійський варіант ПБ-4М, офіційно прийнята на озброєння у 2002 році. Від ПБ-4М відрізняється наявністю антабки на основі руків'я[3].
- ПБ-4-1 — чотиризарядна модель під патрон 18×45 мм.
- ПБ-4-1МЛ — чотиризарядна модель під патрон 18×45 мм із лазерним цілевказівником, випуск розпочато у середині 2003 року.
- ПБ-4-2 — чотиризарядна модель під патрон 18,5×55 мм, із трохи подовженим блоком стволів і зміненим прицільним пристосуванням — з цілика і мушки[4].
- ПБ-4СП — чотиризарядна модель під патрон 18,5×60 мм, призначена для озброєння окремих категорій правоохоронних органів. Прийнятий на озброєння МВС Росії у 2005 році[3], надійшов на озброєння московського ОМОНу.[5] У вересні 2007 року на озброєння МВС Росії було прийнято також сигнальний та освітлювальний патрони 18,5×60 мм.[6] Деяка кількість цих пістолетів надійшла на озброєння окремих підрозділів патрульно-постової служби та транспортної міліції Росії у 2008 році[7], у 2012 році для російської поліції було закуплено ще 3827 пістолетів та 43 тис. набоїв до них.[8] У червні 2013 року ще 919 одиниць закуплено для військової поліції Росії.[9]
- OSA Flare Gun — чотиризарядна модель з корпусом із пластмаси оранжевого кольору[10].
- ПБ-4-3 «Компакт» — чотиризарядна модель під патрон 15х40 мм.
- М-09 — чотиризарядна модель під патрон 18,5×55 мм. Має або зелений або червоний (у дешевшому варіанті) лазерний цілевказівник. Відмінною особливістю є спеціальний датчик, що включає лазерний цілевказівник автоматично, при обхваті руків'я рукою.

## Набої
Для стрільби з комплексу «Оса» застосовуються травматичні, освітлювальні, сигнальні, світлозвукові та газові набої.
Крім літерного індексу на маркуванні набою, для визначення типу набою в темряві тактильним способом (на дотик), пижі набоїв мають виступи.
Початкова швидкість і дульна енергія кулі травматичного патрона можуть відрізнятися залежно від партії патронів. Відомі випадки заподіяння смертельних поранень внаслідок влучення кулі в голову на короткій дистанції.

## Країни-експлуатанти
- Вірменія — прийнято на озброєння правоохоронних органів[12]
- Білорусь — прийнято на озброєння правоохоронних органів[12]
- Ізраїль — прийнято на озброєння правоохоронних органів[12]
- Казахстан — сертифікований як цивільна зброя самооборони[13][14], використовується співробітниками приватних охоронних структур[15][16].
- ОАЕ — прийнято на озброєння правоохоронних органів[12]
- Росія — сертифікований як цивільна зброя самооборони, використовується співробітниками приватних охоронних структур[17][18], прийнятий на озброєння співробітників сторожових та воєнізованих підрозділів ФГУП «Охрана» МВС Росії[19] та Військової поліції, а також дозволений до використання співробітникам відомчої охорони[ru][20] (зокрема, ПБ-4-1 використовується окремими категоріями співробітників відомчої охорони Міністерства транспорту Росії[21]).
- Україна — деяка кількість ПБ-4 була закуплена та використовувалась МВС України[22]
- Чехія — прийнято на озброєння правоохоронних органів[12]

Окрім того,
- Німеччина[12] — у 2012 році комісія DAT-11 включила пістолет «ОСА» до офіційного каталогу зброї несмертельної дії НАТО[23], а після завершення збройової виставки «Enforce Tac-2013» (Нюрнберг, 7-8 березня 2013) дослідно-комерційна партія пістолетів «ОСА» була замовлена[24] та закуплена для поліції Німеччини.
- Швейцарія — у 2013 році виробник отримав заявку на постачання пістолетів «Оса»[24]
- ПАР — у 2013 році виробник отримав заявку на постачання пістолетів «Оса»[24]
- США — У 2016 році на озброєння шерифів американського штату Аризона[en] надійшли російські пістолети «Оса». Перша партія склала понад 60 пістолетів та 10 тисяч набоїв. Ведуться переговори щодо закупівлі цих пістолетів шерифами інших штатів[25]. У США «Оса» відома під назвою Defenzia і реалізується через Defenzia LLC[26]

## Бойове використання

### Російське вторгнення в Україну
Головне управління розвідки Міністерства оборони України, після знищення колони Росгвардії поблизу селища Димер, Київської області, виявило, що військовослужбовці 748 окремого батальйону оперативного призначення військ Росгвардії (м. Хабаровськ) були, озброєні, зокрема, пістолетами ПБ-4СП «Оса».